# Netsporige wimperzwam
De netsporige wimperzwam (Scutellinia pseudotrechispora) is een schimmel uit de familie Pyronemataceae. Hij leeft saprotroof op vrij kale, zandige of lemige grond, tussen mossen en kiemende kruiden, tractorsporen en langs modderige paden in broekbossen of matig voedselrijke hooilanden.

## Kenmerken
Kenmerkend voor deze soort zijn:
- Sporen met een goed ontwikkeld, dik netwerk.
- Sporenmaat 18-23,5 x 12-14,5 μm

## Verspreiding
In Nederland komt de netsporige wimperzwam zeer zeldzaam voor.

## Foto's

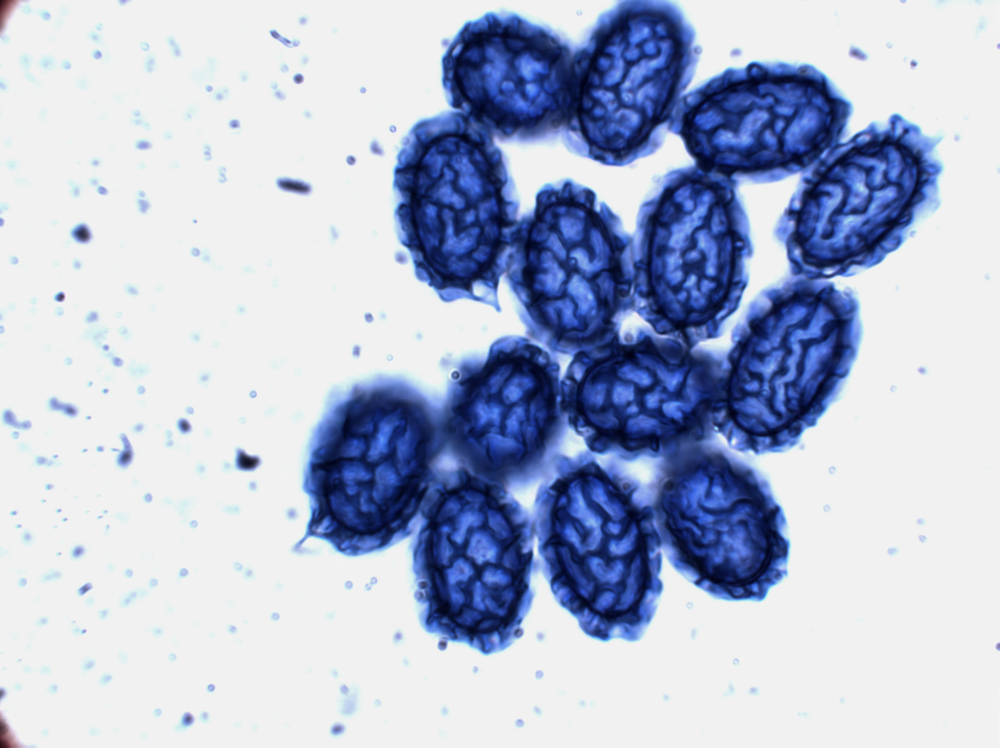
Sporen